# تاوارنله وال دی پسا
تاوارنله وال دی پسا (به ایتالیایی: Tavarnelle Val di Pesa) یک کومونه در ایتالیا است که در استان فلورانس واقع شده‌است. تاوارنله وال دی پسا ۵۷٫۰ کیلومتر مربع مساحت و ۷٬۳۴۶ نفر جمعیت دارد و ۳۷۸ متر بالاتر از سطح دریا واقع شده‌است.

## خواهرخوانده
شهرهای گنیی و هاتوان خواهرخوانده‌های تاوارنله وال دی پسا هستند.